# Cathédrale Saint-Sabin de Bari
La cathédrale Saint-Sabin (italien : cattedrale di San Sabino), ou cathédrale de Bari (italien : cattedrale di Bari), est un édifice religieux de Bari, dans la région des Pouilles en Italie. Bien que moins connue que la basilique San-Nicola, est le siège de l'archevêché de Bari-Bitonto. Elle est dédiée à Sabin de Canosa (encore appelé Sabin de Bari), un évêque du VIe siècle, dont les reliques ont été apportées au IXe siècle.
Le bâtiment actuel a été construit entre les XIIe et XIIIe siècles, sur le site des ruines de la cathédrale byzantine impériale détruite en 1156 par Guillaume Ier de Sicile. Sur la droite du transept, il est encore possible d'observer des traces de la chaussée d'origine qui s'étend sous la nef.

## Histoire
La présence documentée d'un évêque à Bari remonte à Gervais, qui a assisté au concile de Sardica en 347, et à son successeur Concordius, qui était présent au Concile de Rome.
L'évêque a été élevé au rang d'archevêque au VIe siècle, et la présence d'une cathédrale de Bari est établie pendant la même période. Sous la nef actuelle se trouvent des traces d'une ancienne église à abside d'avant le premier millénaire. Elle avait trois nefs et des pilastres carrés, et des fondations sur un axe légèrement hors de l'alignement avec celui de la cathédrale actuelle. L'un des pavements de mosaïque porte une inscription avec le nom de Mgr Andrea (758-761) et il semble très probable que ce sont les restes de la première cathédrale, qui a été détruite au IXe siècle ou au Xe siècle.

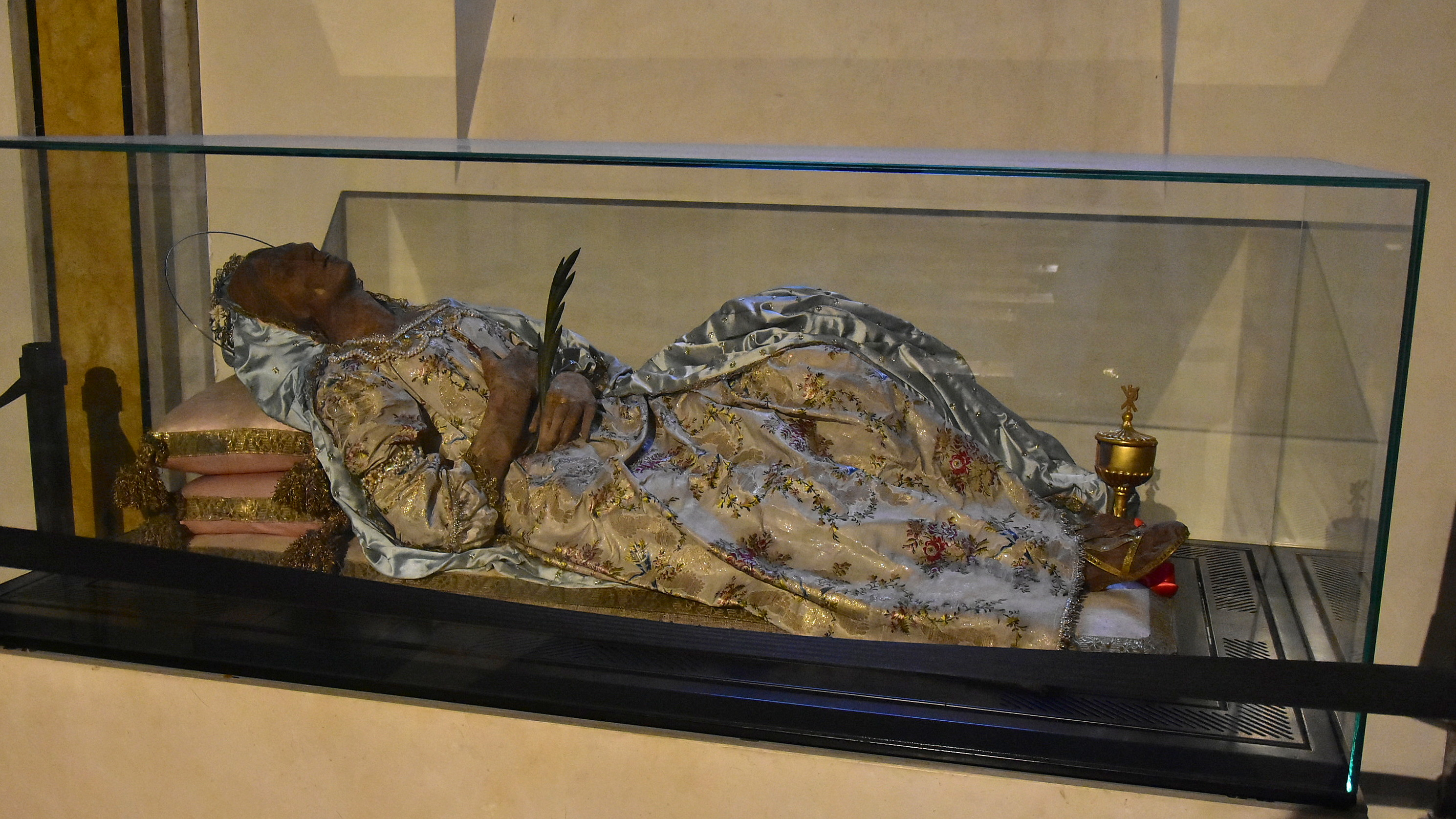
Le corps préservé de sainte Colombe de Sens.

Dans la première moitié du XIe siècle, l'archevêque ordonna la construction d'une nouvelle église épiscopale, qui a été achevée sous ses successeurs Nicola I (1035-1061) et Andrea II (1061-1068). Cette église a été détruite par Guillaume Ier de Sicile avec le reste de la ville (alors que la Basilique Saint-Nicolas a été épargnée) en 1156. À la fin du XIIe siècle, l'archevêque Rainaldo engage la reconstruction de la cathédrale, la réutilisation des matériaux de l'église précédente et d'autres bâtiments détruits. Consacrée le 4 octobre 1292, la nouvelle cathédrale a été édifiée dans le style de la basilique Saint-Nicolas, qui avait servi de siège épiscopal dans l'intervalle.
Au XVIIIe siècle la façade, la nef et bas-côtés, le Trulla (l'ancien baptistère, aujourd'hui la sacristie) et la crypte sont rénovés dans le style baroque, sous l'archevêque Muzio Gaeta selon le projet de Domenico Antonio Vaccaro. Plus tard, le bâtiment a subi une série de travaux de rénovation, de démolition et d'extensions. L'aspect d'origine romane de l'intérieur est restauré dans les années 1950. Les deux dernières restaurations ont été celles de, d'une part, la fin du XXe siècle, qui a restauré la clarté des structures romanes, et d'autre part, le XXIe siècle, qui a rénové l'intérieur. 

Extérieur
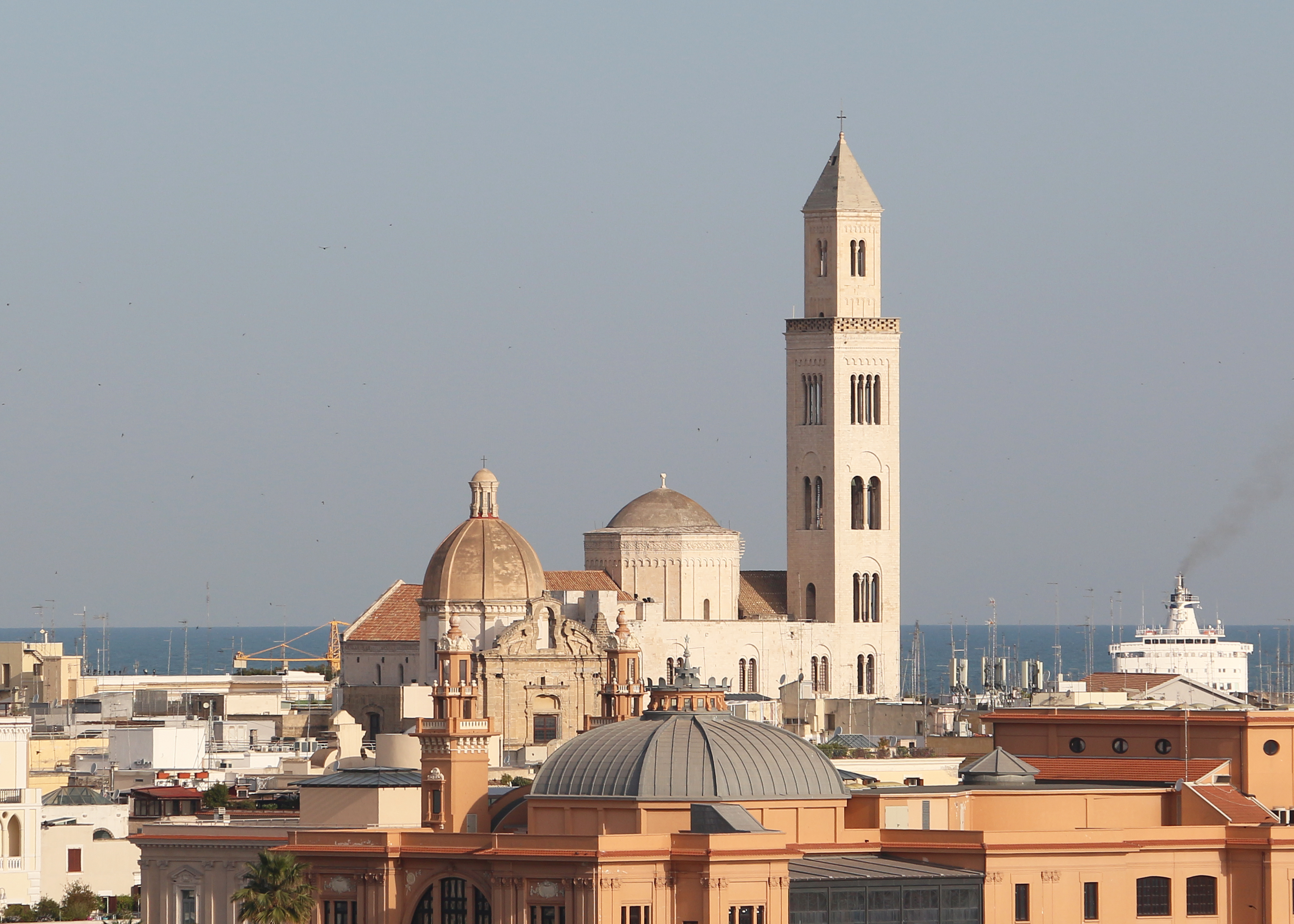
Vue générale.
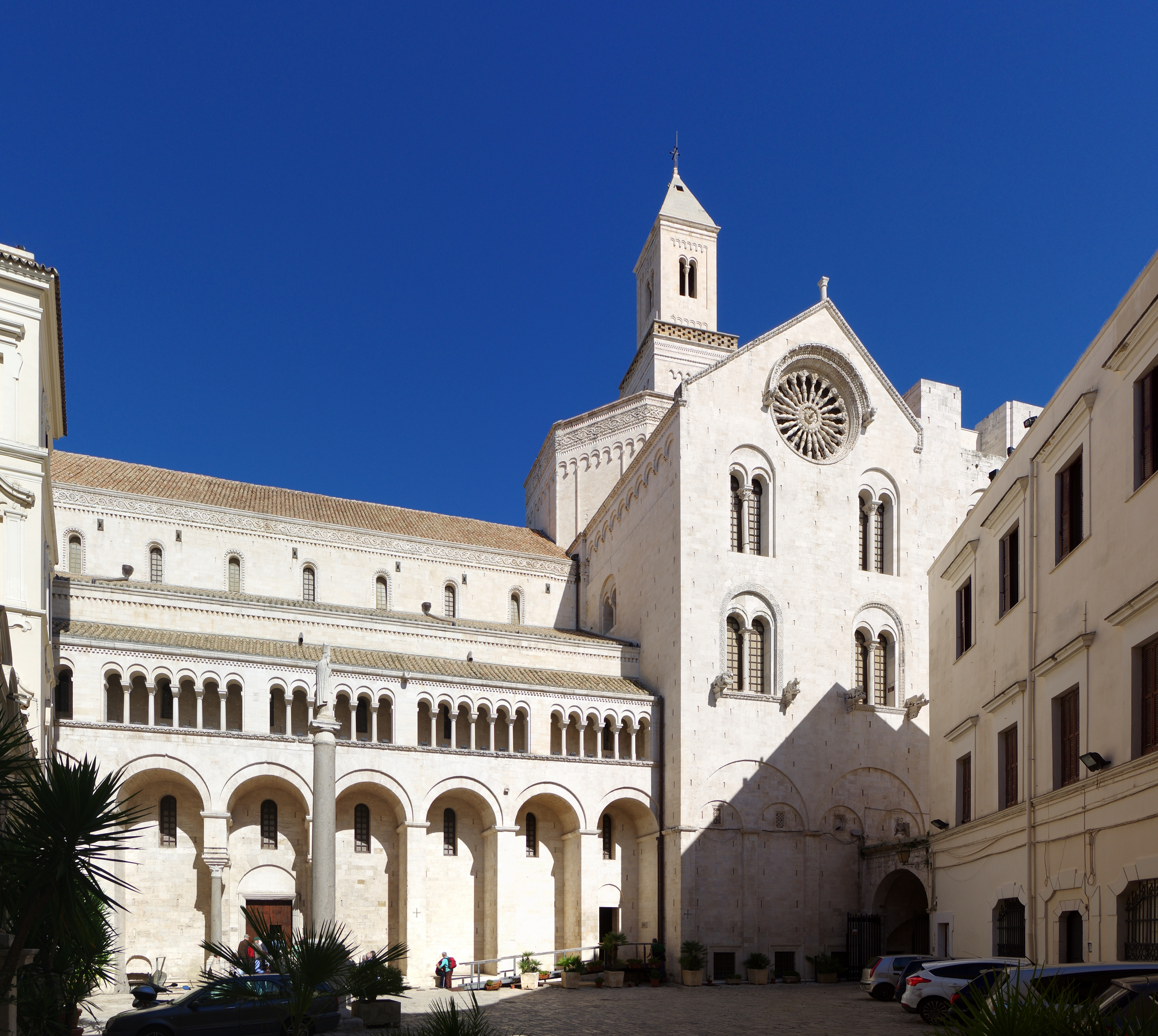
Façade latérale.
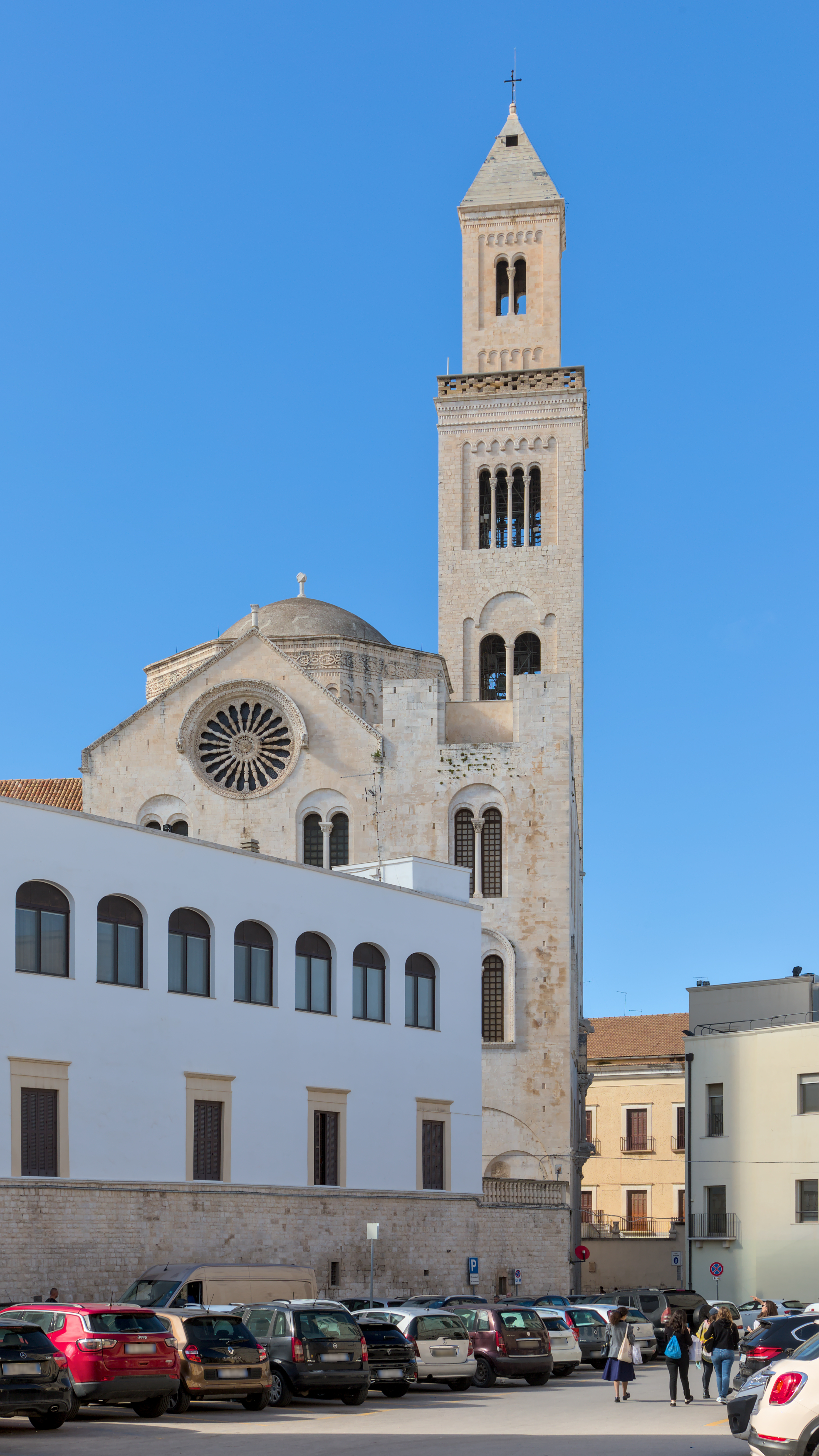
Arrière.
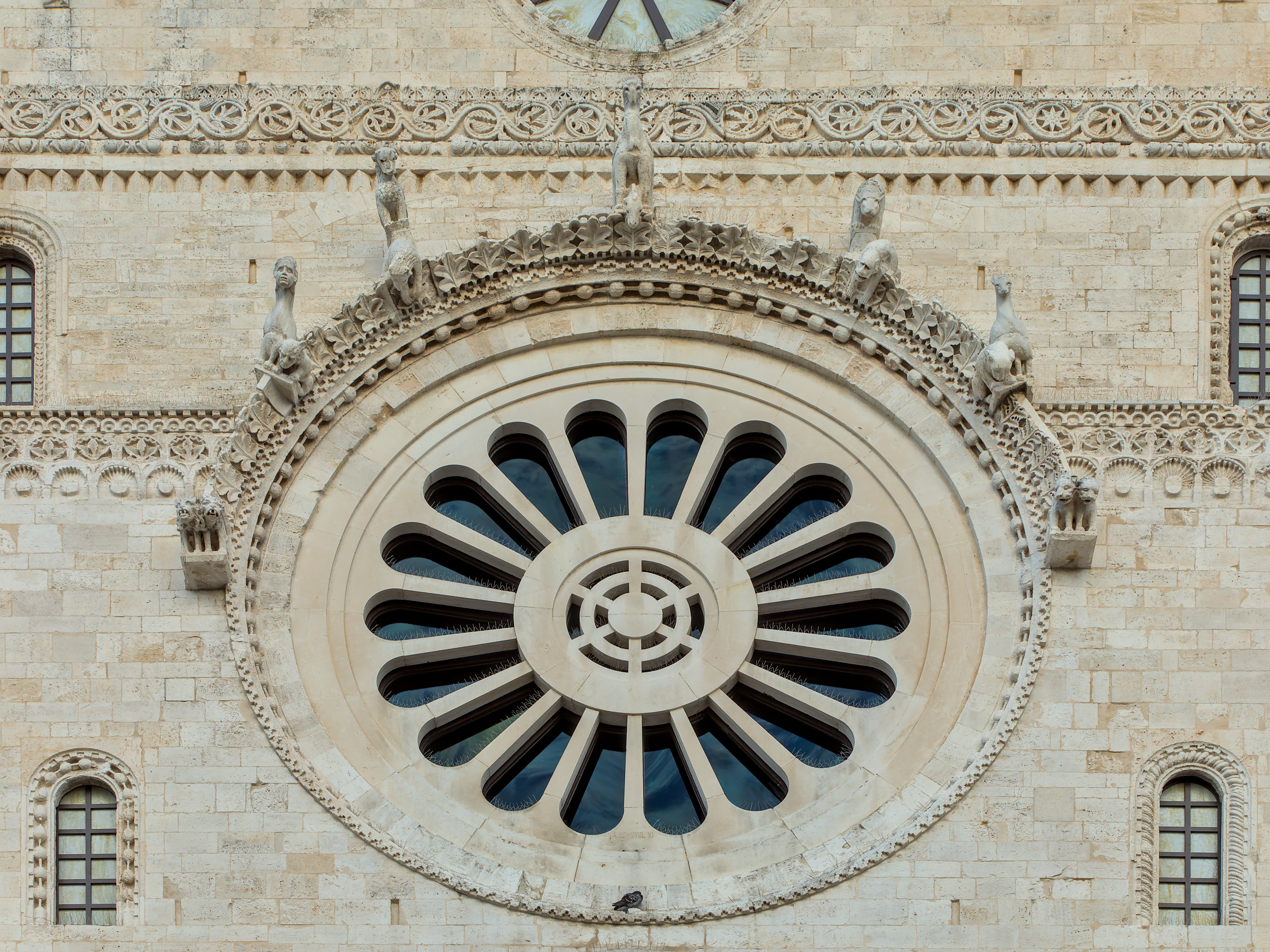
Rosace sur la façade principale.
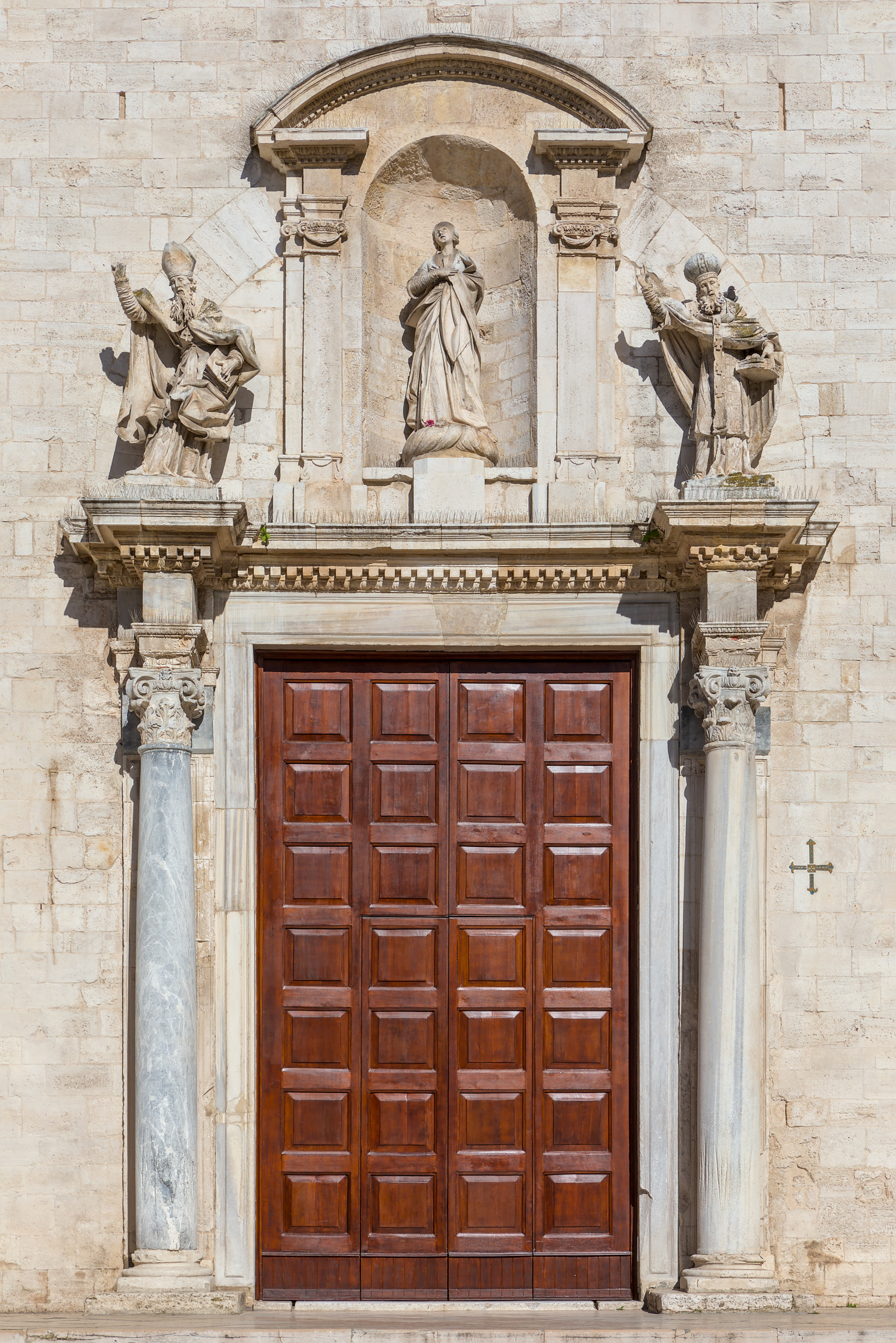
Le portail principal.
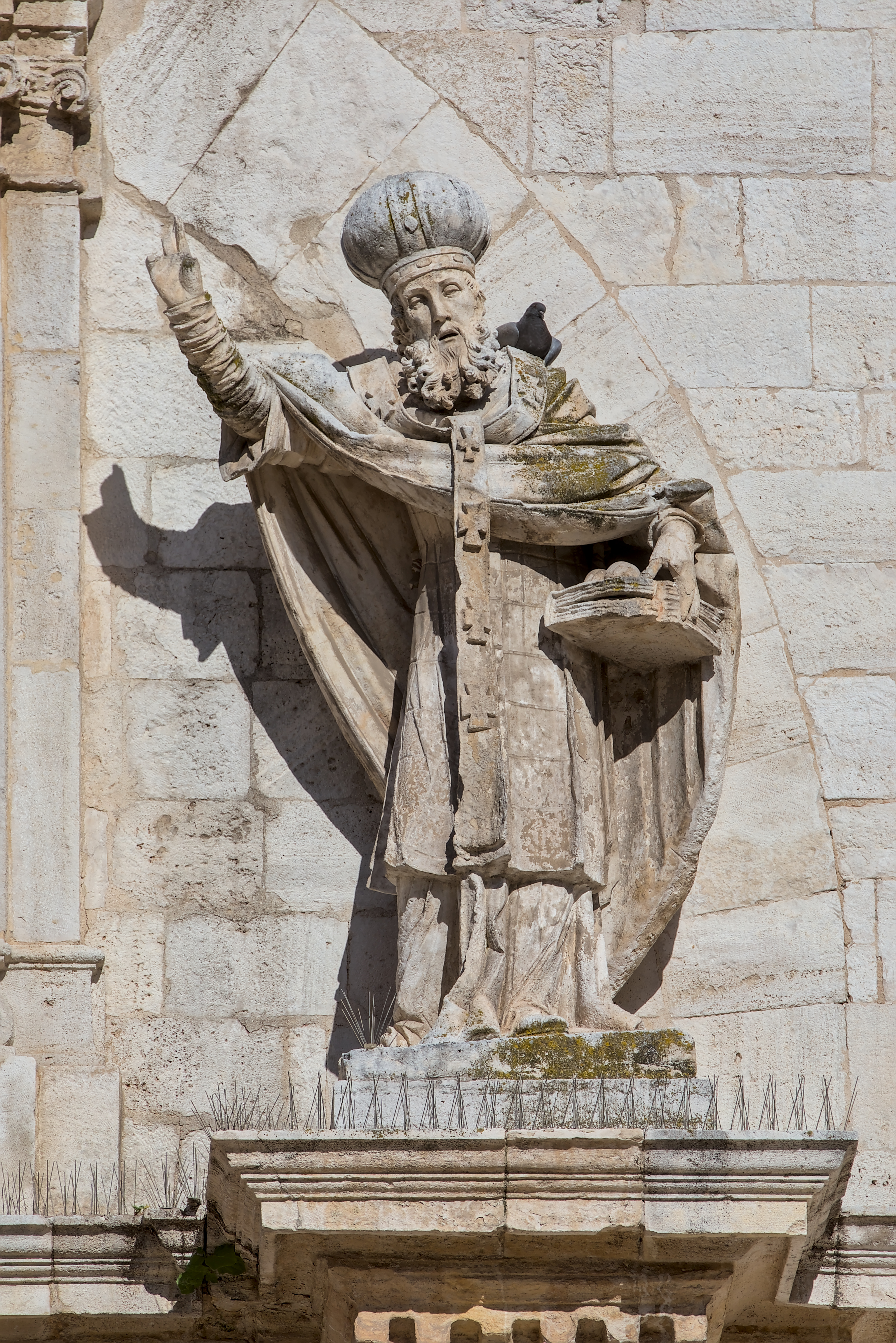
Saint Nicolas.
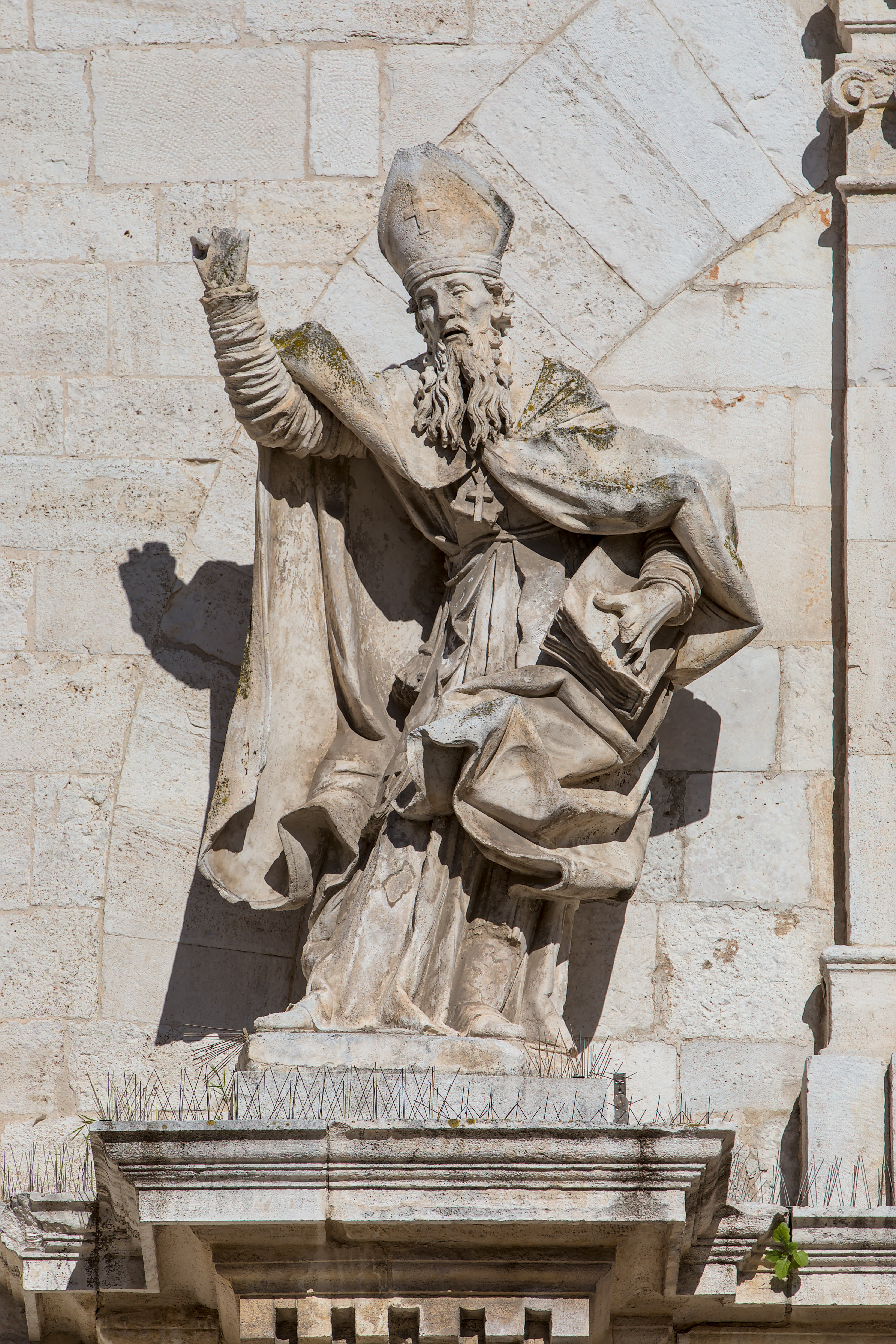
Saint Sabin.
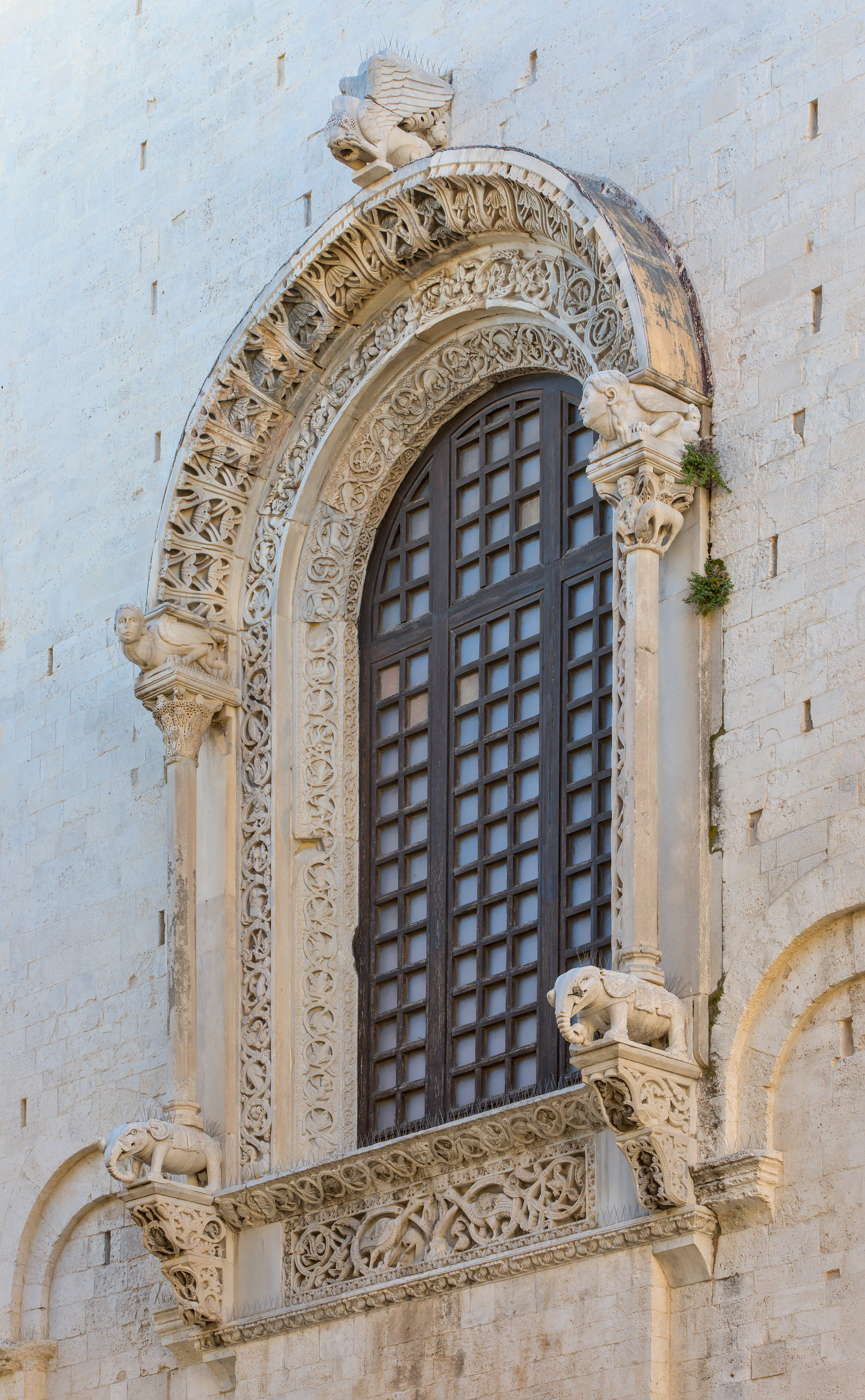
Fenêtre du chevet.

Intérieur
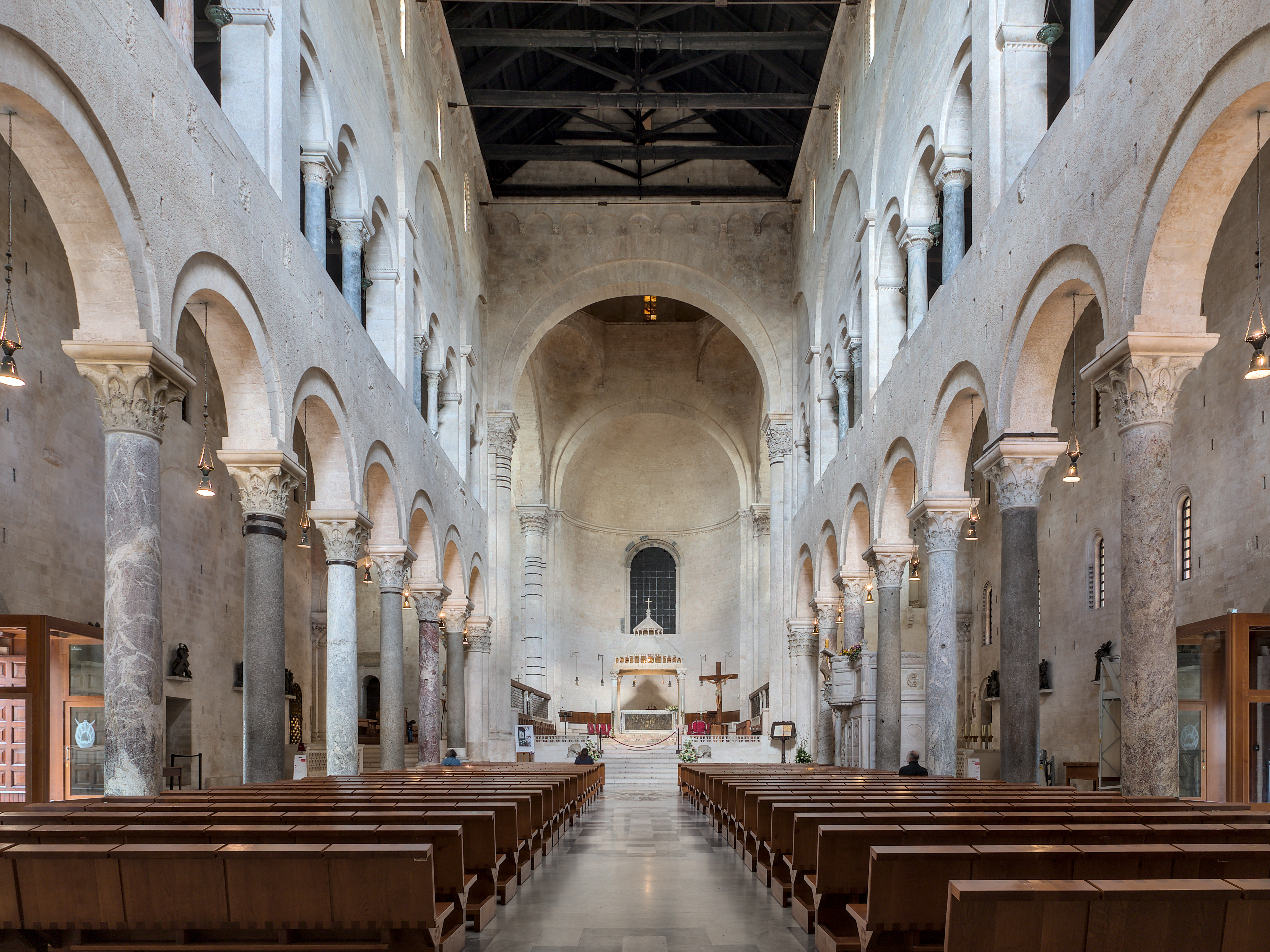
La nef vers le chœur.
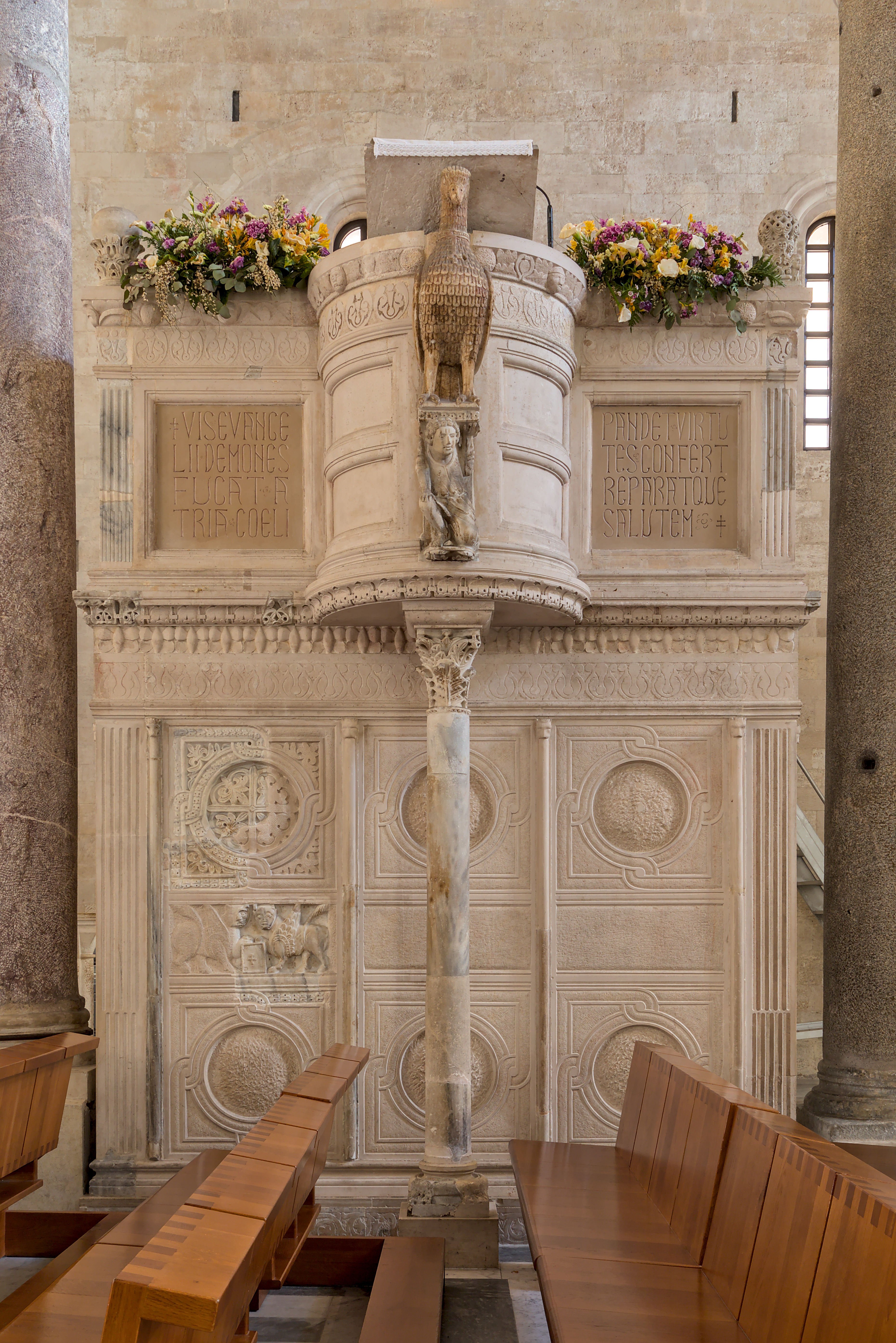
La chaire.
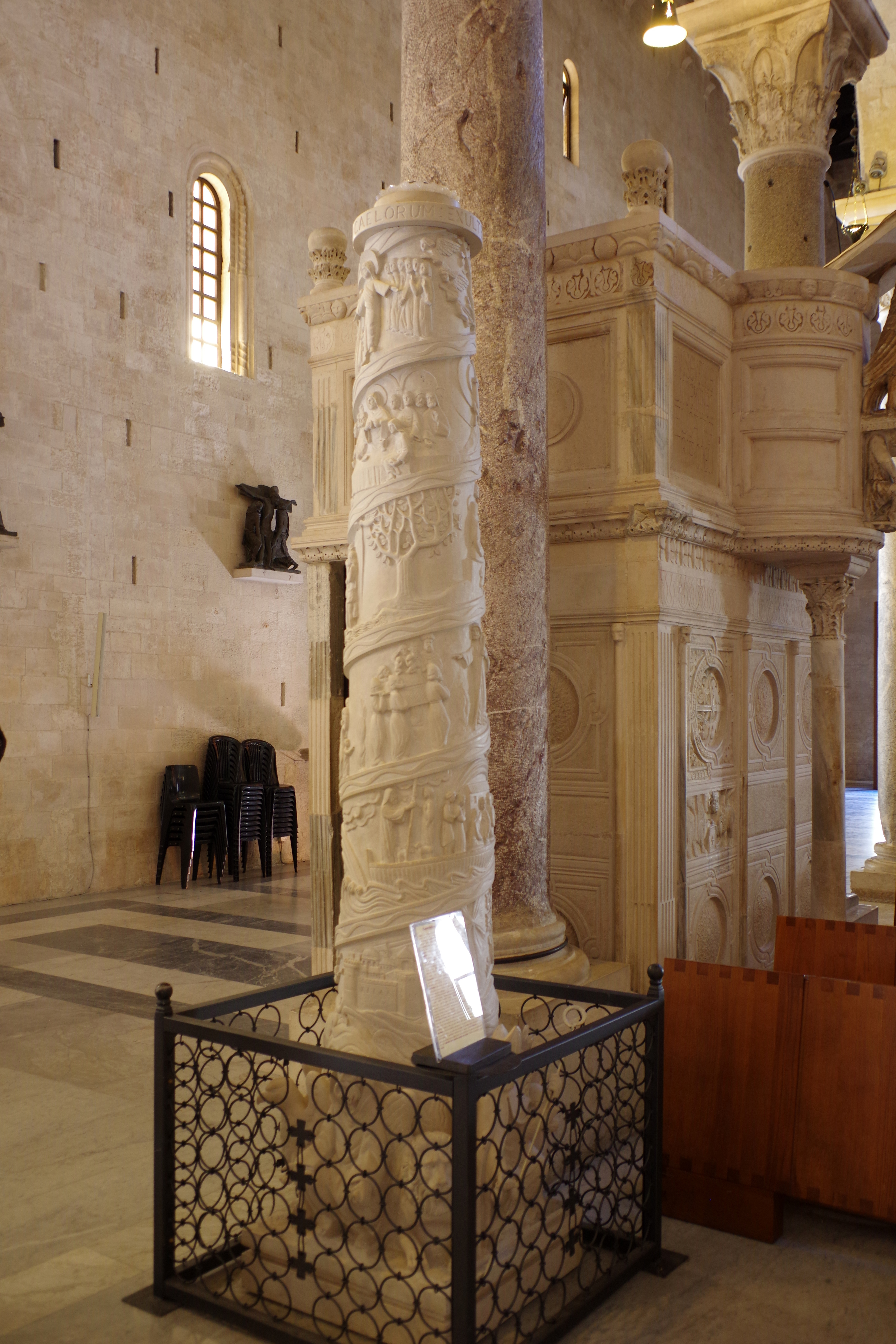
Le Cierge pascal.
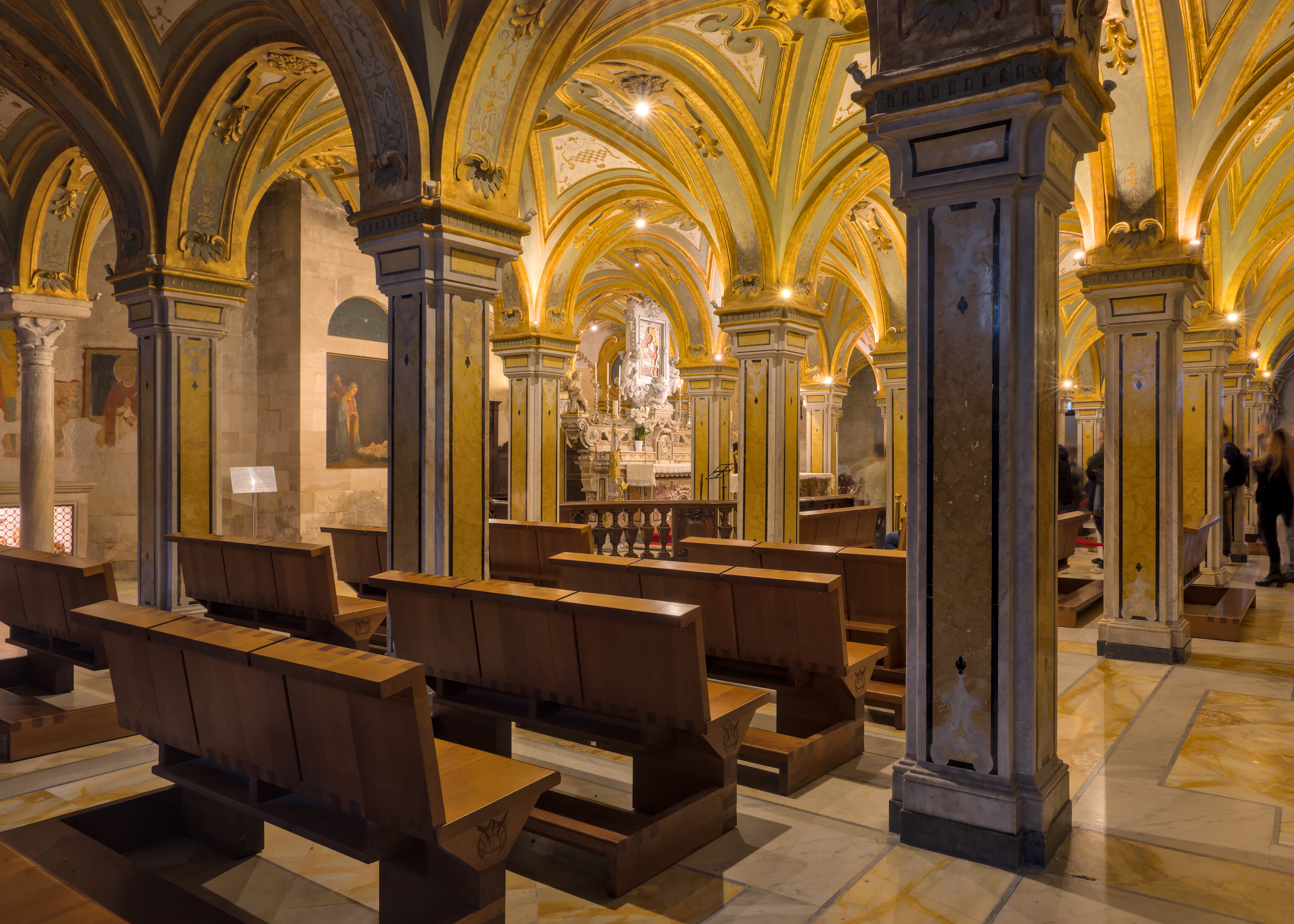
La crypte.
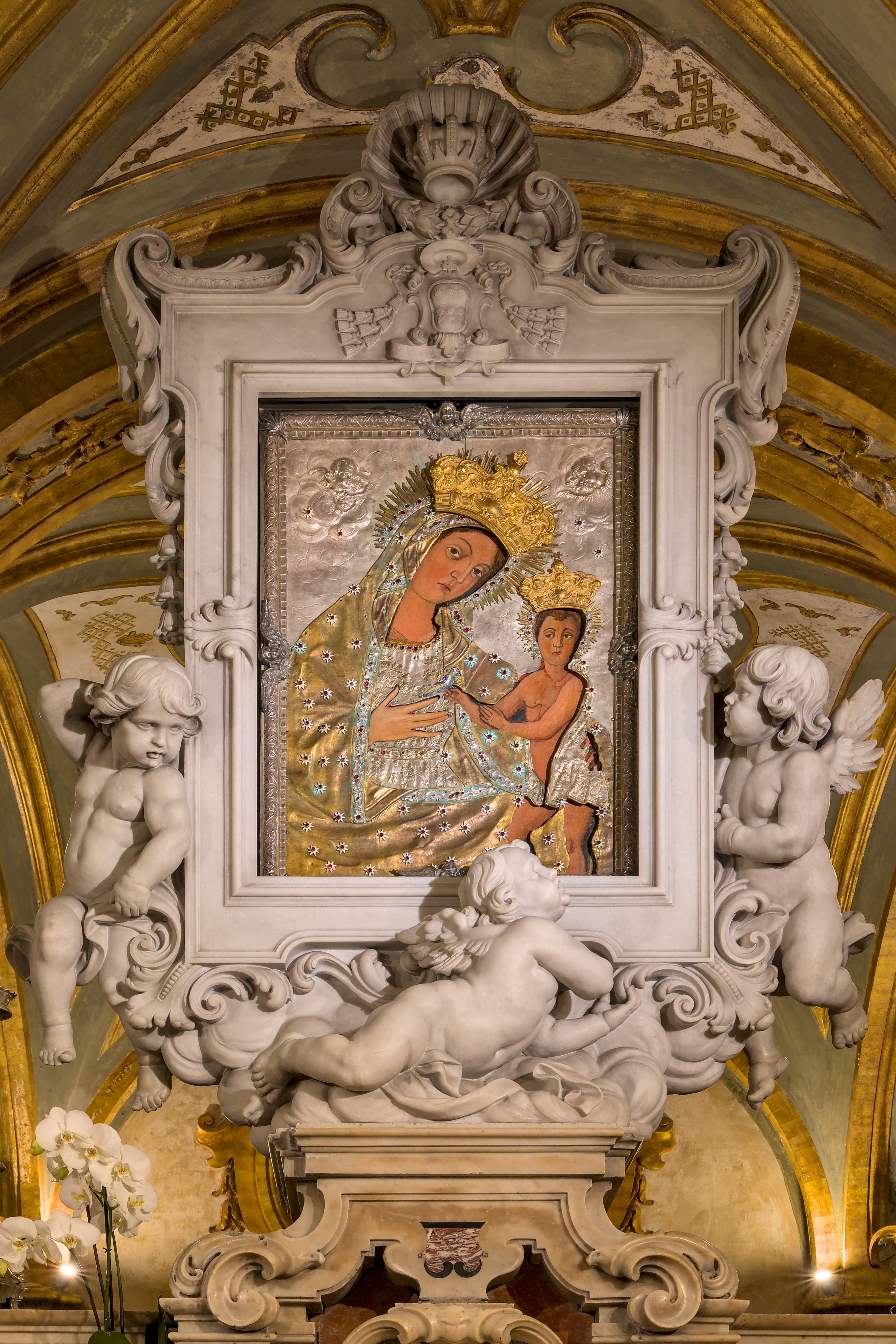
L'icône d'Hodigitria du XVIe siècle avec sa riza.

## Source
- (en) Cet article est partiellement ou en totalité issu de l’article de Wikipédia en anglais intitulé « Bari Cathedral » (voir la liste des auteurs).